# Veronica Lake
Veronica Lake, rozená Constance Frances Marie Ockelman (14. listopadu 1922, Brooklyn, New York – 7. července 1973, Burlington, Vermont), byla americká televizní, filmová a divadelní herečka. Jako femme fatale se na scéně začala objevovat ve 40. létech 20. století, ke konci tohoto období ale začala její oblíbenost klesat, částečně kvůli tomu, že byla alkoholička. Svoji kariéru se pokusila oživit v roce 1966 nízkorozpočtovým filmem Footsteps in the Snow, to se jí ale nepodařilo.
V roce 1970 vydala svoji autobiografii Veronica: The Autobiography of Veronica Lake a vydělané peníze použila na financování dalšího nízkorozpočtového filmu: hororu Flesh Feast. Zemřela tři roky poté, jako padesátiletá, na hepatitidu a akutní renální selhání.

## Život

### Dospívání

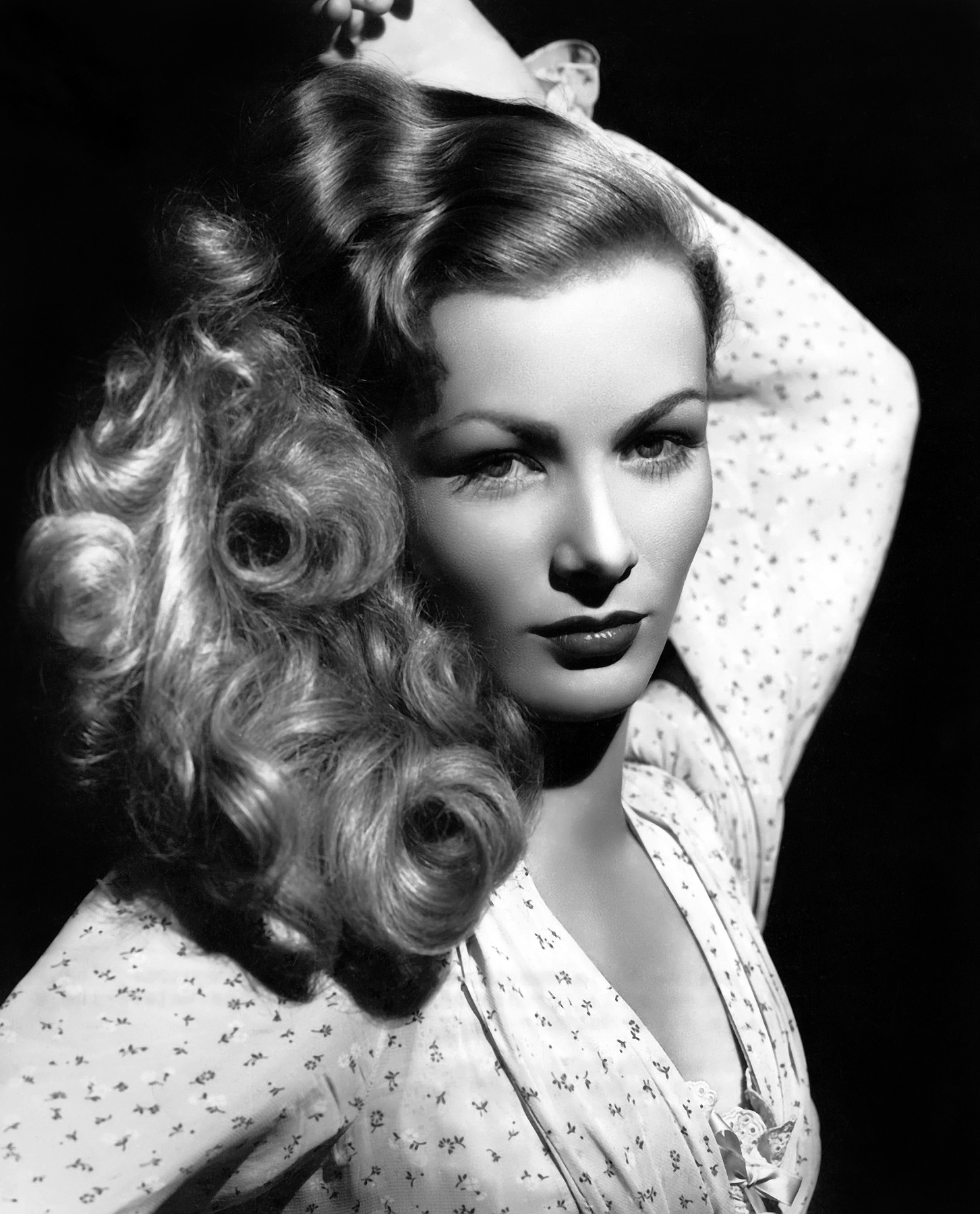
Promo fotografie Veroniky Lake

Veronica Lake se narodila jako Constance Frances Marie Ockelman 14. listopadu 1922 v newyorském Brooklynu. Její otec Harry Eugene Ockelman byl německo-irského původu a zemřel v roce 1932 při výbuchu v továrně ve Philadelphii. Matka Constance Frances Charlotta, rozená Trimble, se po smrti manžela vdala za novinového ilustrátora irského původu Anthonyho Keana. Roku 1933 začala Lakeová používat jeho příjmení.
Rodina žila v městečku Saranac Lake ve státě New York, kde Veronica krátce navštěvovala St. Bernard's School. Později studovala na soukromé katolické škole Villa Maria v Montréalu v Kanadě, odkud ale byla vyloučena. Prohlásila, že rok navštěvovala McGillovu univerzitu, taktéž v Montréalu, aby se stala lékařkou; později toto tvrzení popřela s tím, že jde o výmysl. Omluvila se i celé univerzitě s tím, že rada dramatizuje svůj vlastní život.
Keanovi se přestěhovali do Miami a Veronica zde začala studovat na Miami High School, kde byla populární díky své kráse. Měla bouřlivé dospívání a byla jí diagnostikována schizofrenie.

### Začátky ve filmu
V roce 1938 se přestěhovala do Beverly Hills, kde navštěvovala hereckou školu Bliss-Hayden School (dnes Beverly Hills Playhouse). Spřátelila se se začínající herečkou Gwen Horn a doprovázela ji na konkurz do RKO Pictures. Sama se pak objevila v několika snímcích této společnosti, z velké části z nich ale nakonec byla vystřižena. V roce 1939 se pro RKO objevila v malé roli ve filmu Sorority House, načež následovalo ještě několik podobných vedlejších rolí, například v All Women Have Secrets, kde byla kreditována jako Constance Keane.
Nakonec zaujala asistenta režie Freda Wilcoxe, který s ní natočil pár scén a ukázal je agentovi. Ten je předal producentovi Arthurovi Hornblowovi, který zrovna hledat dívku pro roli zpěvačky v nočním klubu ve filmu I Wanted Wings. Ačkoliv jí bylo teprve osmnáct let, Hornblow se ji rozhodl obsadit a rozjel tak její kariéru. Také změnil její jméno na „Veronica Lake“. Lakeová se stala populární i díky svému typickému účesu: dlouhým blond vlasům, které jí spadaly přes pravé oko (anglicky peek-a-boo).

### Na vrcholu slávy
V roce 1940 se vdala za režiséra Johna S. Detlieho. Když ji roku 1941 Paramount Pictures obsadili ve filmu Sullivanovy cesty, byla již šest měsíců těhotná: narodila se jí dcera Elaine. Přestože byla v herecké branži označována za objev roku, neplánovala dlouho zůstávat herečkou, místo toho se chtěla vrátit na školu. Nakonec u herectví zůstala a roku 1942 byla obsazena do thrilleru Revolver na prodej, kde byl jejím hereckým partnerem Alan Ladd. Dvojice se stala velmi oblíbenou a společně je proto obsadili i do dalších tří filmů. Oba také byli obsazeni do cameo rolí ve Star Spangled Rhythm (1942). Ještě toho roku ji francouzský režisér René Clair obsadil do snímku Krásná čarodějka, kde měla vystupovat po boku Joela McCrea, který s ní již hrál v Sullivanových cestách. McCrea ale další roli s Lakeovou odmítl s tím, že „život je pro dva filmy s Veronicou Lake příliš krátký“. Clair o ní později řekl, že jako herečka byla velice nadaná, i když tomu sama nevěřila.
V roce 1943 čekala s manželem druhé dítě: Anthony Detlie se narodil předčasně 8. července po tom, co při natáčení zakopla o kabel a upadla. O sedm dní později syn zemřel. Již v srpnu toho roku se od sebe manželé odloučili a v prosinci byli rozvedeni.
Roku 1943, na vrcholu své slávy, vydělávala až 4500 dolarů týdně. Bylo ale obecně známo, že není snadné s ní pracovat.

### Druhé manželství
V roce 1944 si vzala maďarsko-amerického režiséra Andreho DeTotha. Později spolu měli dvě děti: syna Andre Anthonyho Michaela III. (známý jako Michael DeToth) a dceru Dianu.
Během druhé světové války po vyzvání americkou vládou změnila svůj účes na praktičtější, aby tak podpořila ženy pracující ve fabrikách na výrobu vojenských předmětů. Přestože se snížil počet nehod souvisejících s vlasy uvízlými ve strojích, mohlo to též mít negativní vliv na kariéru Lakeové. V té době se také stala populární pin-up girl.
Roku 1944 také ztvárnila postavu nesympatické nacistické špionky Dory Bruckmanové ve filmu The Hour Before the Dawn. Lakeová si nevysloužila příliš dobré hodnocení, například kvůli špatně zahranému německému přízvuku. V tomto období se začala utápět v alkoholu a stále více společností s ní odmítalo spolupracovat. I přesto v roce 1946 natočila hned dva filmy: Out of This World a Hold That Blonde. Pro Paramout hrála ještě v několika dalších snímcích a poté v roce 1949 20th Century Fox, kde ji obsadili do Slattery's Hurricane. V roce 1951 objevila ve Stronghold, tvůrce pak zažalovala za nevyplacení mzdy a nakonec s manželem museli ohlásit bankrot. Jejich dům byl zabaven kvůli neplaceným dluhům a tak Lakeová opustila manžela a sama odletěla do New Yorku. O rok později se pár rozvedl.

### Pozdější roky a smrt
Chvilkově působila v Hollywoodu, pak se ale rozhodla znovu nastartovat kariéru a se svými třemi dětmi se vrátila do New Yorku. Působila především v divadelních představeních a to i v Anglii. V říjnu 1955 zkolabovala přímo při představení v Detroitu. Téhož roku se potřetí vdala, jejím manželem se stal textař Joseph Allan McCarthy. O čtyři roky později se rozvedli a Lakeová poté trávila život v levných hotelech. Několikrát byla zatčena za opilství. V roce 1962 noviny New York Post vypátraly, že se pod jménem Connie DeToth živí jako servírka v jednom newyorském hotelu a uveřejnily to. Jako důvod pro tuto práci uvedla, že ráda mluví s lidmi. Po uveřejnění těchto článků začala dostávat peníze od fanoušků, které ale vrátila. Zajistily jí ale několik rolí v divadlech, například na Broadwayi.
Po natočení jejího předposledního filmu, Foosteps in the Snow, kterému se nedostalo příliš velké pozornosti, se přesunula za přáteli do Freeportu na Bahamách.
V roce 1969 ve Velké Británii vyšla její kniha Veronica: The Autobiography of Veronica Lake; životopis, který nadiktovala americkému spisovateli Donaldu Bainovi. Ve Spojených státech vyšla o rok později. Mluvila tam o své kariéře, vztazích s Howardem Hughesem nebo Aristotelem Onassisem, a o vině, kterou cítila proto, že se málo vídala s dětmi. Díky penězům z prodeje knihy uskutečnila i svůj poslední film: horor Flesh Feast.
V červnu 1973 se vrátila z Baham do Spojených států a ve Vermontu navštívila lékaře kvůli častým bolestem žaludku. Ten jí diagnostikoval jaterní cirhózu způsobenou jejím alkoholismem. Zemřela 7. července 1973 na hepatitidu a akutní renální selhání. 11. července se konalo poslední rozloučení. Následně byla zpopelněna a její prach rozsypán na pobřeží Panenských ostrovů.
Za své působení ve filmovém průmyslu má hvězdu na Hollywoodském chodníku slávy.

## Filmografie

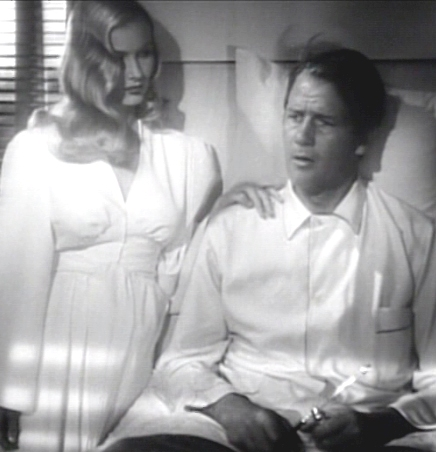
Veronica Lake a Joel McCrea v Sullivanových cestách

| Rok  | Název                  | Role                  | Poznámky                                 |
| ---- | ---------------------- | --------------------- | ---------------------------------------- |
| 1939 | All Women Have Secrets | Jane                  | Kreditována jako Constance Keane         |
| 1940 | Young as You Feel      | Komparz               | Kreditována jako Constance Keane         |
| 1941 | I Wanted Wings         | Sally Vaughn          |                                          |
| 1941 | Sullivanovy cesty      | Dívka                 |                                          |
| 1941 | Brána ke štěstí        | Filmová herečka       | Nekreditována                            |
| 1942 | Skleněný klíč          | Janet Henry           |                                          |
| 1942 | Revolver na prodej     | Ellen Graham          |                                          |
| 1942 | Krásná čarodějka       | Jennifer              |                                          |
| 1943 | Bílá legie             | Poručík Olivia D'Arcy |                                          |
| 1946 | The Blue Dahlia        | Joyce Harwood         |                                          |
| 1947 | Ramrod                 | Connie Dickason       |                                          |
| 1948 | Saigon                 | Susan Cleaver         |                                          |
| 1951 | Stronghold             | Mary Stevens          |                                          |
| 1966 | Footsteps in the Snow  | Therese               |                                          |
| 1970 | Flesh Feast            | Dr. Elaine Frederick  | Film známý též pod názvem Time is Terror |